# Fraueneishockey-Bundesliga 1996/97
Die Fraueneishockey-Bundesliga-Saison 1996/97 war die 9. Spielzeit der Fraueneishockey-Bundesliga. Wie in der Vorsaison konnte sich der ESG Esslingen im Finale gegen die TuS Wiehl durchsetzen und gewann den Deutschen Meistertitel, wodurch sie Fraueneishockey-Rekordmeister wurden. Die Ligadurchführung erfolgte durch den Deutschen Eishockey-Bund.

## Modus
Die Vorrunde wurde in den Staffeln getrennt in einer Einfachrunde jeder gegen jeden mit Hin- und Rückspiel durchgeführt. Aus den Platzierten wurden die Teilnehmer für das Viertelfinale und die Qualifikationsrunde ermittelt. Erstere spielten weiter um die Meisterschaft, letztere um den Klassenerhalt.

## Vorrunde
Die jeweils vier erstplatzierten Mannschaften der beiden Vorrundengruppen traten in den folgenden Viertelfinalspielen um die vier Halbfinalplätze an. Die vier Letztplatzierten der Gruppe Nord nahmen an zwei Qualifikationsgruppen teil, in denen die Plätze für die kommende Saison ausgespielt wurden.

### Bundesliga Nord
| Pl. | Team                  | Sp. | S  | U | N  | Tore  | Pkt.  |
| --- | --------------------- | --- | -- | - | -- | ----- | ----- |
| 1.  | Grefrather EC         | 14  | 12 | 1 | 1  | 64:16 | 25:3  |
| 2.  | TuS Wiehl             | 14  | 10 | 2 | 2  | 71:36 | 22:6  |
| 3.  | Mannheimer ERC        | 14  | 10 | 0 | 4  | 64:45 | 20:8  |
| 4.  | OSC Berlin-Schöneberg | 14  | 8  | 0 | 6  | 55:48 | 16:12 |
| 5.  | EC Bergkamener Bären  | 14  | 5  | 1 | 8  | 47:58 | 11:17 |
| 6.  | Frankfurter ESC       | 14  | 5  | 0 | 9  | 42:51 | 10:18 |
| 7.  | ES Weißwasser         | 14  | 4  | 0 | 10 | 35:46 | 8:20  |
| 8.  | GSC Moers             | 14  | 0  | 0 | 0  | 16:94 | 0:28  |

### Bundesliga Süd
| Pl. | Team                | Sp. | S | U | N | Tore   | Pkt.  |
| --- | ------------------- | --- | - | - | - | ------ | ----- |
| 1.  | TuS Geretsried      | 14  |   |   |   | 102:29 | 26:2  |
| 2.  | ESG Esslingen       | 14  |   |   |   | 88:23  | 23:6  |
| 3.  | ESC Planegg/Würmtal | 14  |   |   |   | 69:34  | 19:9  |
| 4.  | DEC Königsbrunn     | 14  |   |   |   | 45:35  | 18:10 |
| 5.  | EV Landshut         | 14  |   |   |   | 31:53  | 13:15 |
| 6.  | ESV Kaufbeuren      | 14  |   |   |   | 28:65  | 6:22  |
| 7.  | EHC Memmingen       | 14  |   |   |   | 30:81  | 4:24  |
| 8.  | EC Stuttgart        | 14  |   |   |   | 12:105 | 3:25  |

## Relegation
In der Relegationsrunde trafen die Mannschaften auf den Plätzen fünf bis acht der Vorrundengruppe Nord auf die Mannschaften des EHC Solingen und den Herner EV aus der Regionalliga NRW, auf den EC Hannover aus der Regionalliga Nord-Ost und den VERC Lauterbach aus der Regionalliga Hessen zum Kampf um den Klassenerhalt bzw. um den Aufstieg.
Aus Bayern gab es den direkten Aufsteiger Augsburger EV, der sich in der Landesliga Bayern und der Qualifikationsgruppe ungeschlagen durchsetzte.
| Gruppe Nord 1 | Gruppe Nord 1   | Gruppe Nord 1 | Gruppe Nord 1 | Gruppe Nord 1 | Gruppe Nord 1 | Gruppe Nord 1 | Gruppe Nord 1 |
| ------------- | --------------- | ------------- | ------------- | ------------- | ------------- | ------------- | ------------- |
| Platz         | Name            | Sp.           | S             | U             | N             | Tore          | Pkt.          |
| 1.            | EC Bergkamen    | 6             | 6             | 0             | 0             | 35:13         | 12:0          |
| 2.            | GSC Moers       | 6             | 2             | 0             | 4             | 13:16         | 4:8           |
| 3.            | VERC Lauterbach | 6             | 2             | 0             | 4             | 11:16         | 4:8           |
| 4.            | EHC Solingen    | 6             | 2             | 0             | 4             | 14:28         | 4:8           |

| Gruppe Nord 2 | Gruppe Nord 2   | Gruppe Nord 2 | Gruppe Nord 2 | Gruppe Nord 2 | Gruppe Nord 2 | Gruppe Nord 2 | Gruppe Nord 2 |
| ------------- | --------------- | ------------- | ------------- | ------------- | ------------- | ------------- | ------------- |
| Platz         | Name            | Sp.           | S             | U             | N             | Tore          | Pkt.          |
| 1.            | ES Weisswasser  | 6             |               |               |               | 18:13         | 9:3           |
| 2.            | EC in Hannover  | 6             |               |               |               | 22:17         | 6:6           |
| 3.            | Frankfurter ESC | 6             |               |               |               | 19:14         | 6:6           |
| 4.            | Herner EV       | 6             |               |               |               | 10:25         | 3:9           |

| Aufstiegsrunde der Landesliga Bayern | Aufstiegsrunde der Landesliga Bayern | Aufstiegsrunde der Landesliga Bayern | Aufstiegsrunde der Landesliga Bayern | Aufstiegsrunde der Landesliga Bayern | Aufstiegsrunde der Landesliga Bayern | Aufstiegsrunde der Landesliga Bayern | Aufstiegsrunde der Landesliga Bayern |
| ------------------------------------ | ------------------------------------ | ------------------------------------ | ------------------------------------ | ------------------------------------ | ------------------------------------ | ------------------------------------ | ------------------------------------ |
| Platz                                | Name                                 | Sp.                                  | S                                    | U                                    | N                                    | Tore                                 | Pkt.                                 |
| 1.                                   | Augsburger EV                        | 6                                    | 6                                    | 0                                    | 0                                    | 49:5                                 | 12:0                                 |
| 2.                                   | EV Pfronten                          | 6                                    | 3                                    | 0                                    | 3                                    | 20:23                                | 6:6                                  |
| 3.                                   | ERC Sonthofen                        | 6                                    | 3                                    | 0                                    | 3                                    | 29:22                                | 6:6                                  |
| 4.                                   | ESC Höchstadt                        | 6                                    | 0                                    | 0                                    | 6                                    | 7:55                                 | 0:12                                 |

## Finalturnier
Im Viertelfinale traten die vier Erstplatzierten der Vorrundengruppe Nord gegen die der Gruppe Süd über Kreuz gegeneinander an.
Die vier Sieger erreichten das Halbfinale. Am Ende setzten sich die favorisierten Mannschaften der Plätze 1 und 2 der beiden Vorrundengruppen durch.

### Viertelfinale
| Teilnehmer der Gruppe Nord |   | Teilnehmer der Gruppe Süd | Serie | Spiel 1           | Spiel 2            |
| -------------------------- | - | ------------------------- | ----- | ----------------- | ------------------ |
| Grefrather EV              | – | DEC Königsbrunn           | 2:0   | 6:1 (2:0,2:0,2:1) | 4:3 (0:0,3:2,1:1)  |
| TuS Wiehl                  | – | ESC Planegg               | 2:0   | 5:3 (5:1,0:1,0:1) | 11:1 (0:1,5:0,6:0) |
| OSC Berlin                 | – | TuS Geretsried            | 0:2   | 3:4 (1:2,1:0,1:2) | 1:8 (1:2,0:2,0:4)  |
| Mannheimer ERC             | – | ESG Esslingen             | 0:2   | 0:7 (0:2,0:1,0:4) | 2:7 (0:2,1:1,1:4)  |

### Halbfinale
| 22. Februar 1997 | TuS Wiehl | 5:4 (4:0, 1:3, 0:1) | TuS Geretsried | Esslingen am Neckar |

| 22. Februar 1997 | ESG Esslingen | 3:1 (0:0, 0:1, 3:0) | Grefrather EV | Esslingen am Neckar |

### Spiel um Platz 3
| 23. Februar 1997 | Grefrather EV | 4:3 (0:0, 2:1, 2:2) | TuS Geretsried | Esslingen am Neckar |

### Finale
Im entscheidenden Spiel gab es einen ungewöhnlich deutlichen Erfolg der Esslinger, die sich zum dritten Mal in Folge den Titel holten. Maren Valenti erzielte zehn Scorerpunkte (ein Tor, neun Assists) und Sandra Kürten erzielte vier Tore.
| 23. Februar 1997 | ESG Esslingen Sandra Kürten (4) Marlen Skiba (2) Müller (2) Maren Valenti Schulz Sabine Kürten Kirschner Jung | 13:0 (5:0, 2:0, 6:0) | TuS Wiehl | Esslingen am Neckar Zuschauer: 1300 |

## Kader des Deutschen Meisters
| Deutscher Meister ESG Esslingen | Torhüter: Stephanie Kürten, Heidrun Sulz Verteidiger: Sandra Kunzmann, Stefanie Montag, Sibylle Rother, Korinna Schöttle, Alexandra Schulz Angreifer: Ruth Amann, Silke Augst, Tanja Bardzinski, Anja Janeck, Jeanette Jung, Yvonne Kalmbach, Bettina Kirschner, Sigrun Müller, Helga Pfeiffer, Sabine Kürten, Simone Schiffer, Marlen Skiba, Maren Valenti, Sandra Kürten Trainerstab: Peter Kürten, Uwe Winkler |